# Oberzeismering
Oberzeismering ist ein Ortsteil der Gemeinde Tutzing im oberbayerischen Landkreis Starnberg.

## Geografie
Der größte Siedlungskern des Kirchdorfs liegt auf einer weitläufigen Waldlichtung, etwa zwei Kilometer südwestlich von Tutzing am Osthang der Ilkahöhe, einem Moränenzug des Würmgletschers. Von hier ist ein Weitblick über den Starnberger See auf die Alpen möglich.

## Geschichte
Vermutlich erstmals durch einzelne Bauern im 6. Jahrhundert besiedelt, entwickelte sich Oberzeismering im Mittelalter zu einem Bauerndorf.
Ab 1527 gehörte das Kirchdorf zur Hofmark Tutzing, die 1519 bis 1650 der Patrizierfamilie Dichtl zu Eigen war. Auf die Dichtl folgen als Besitzer der Hofmark die Familien Heimhausen und Götzengrien, ehe sie 1730 an die Grafen von Vieregg kam.
Im Jahr 1752 werden neun Anwesen erwähnt, acht waren der Hofmark Tutzing und ein Anwesen der Kirche Oberzaismering grundbar. Erst 1848 wurde die Patrimonialgerichtsbarkeit der Grafen von Vieregg im Zuge der Märzrevolution aufgehoben.
Ende des 19. Jahrhunderts kaufte der Münchener Kommerzienrat Max Kustermann die Höfe des Ortes auf und fasste sie zu einem Gut zusammen. Die meisten Gebäude wurde abgebrochen, einige zu Ökonomiegebäuden umfunktioniert. Lediglich drei der ursprüngliche Anwesen blieben erhalten.
Im 20. Jahrhundert wechselte das Gut mehrfach den Besitzer, der landwirtschaftliche Betrieb wurde in den 1970er Jahren eingestellt.

## Sehenswürdigkeiten
In dem Kirchdorf befindet sich die katholische Filialkirche St. Nikolaus, ein im Kern spätmittelalterlicher Bau, der 1723 barockisiert wurde.
Siehe auch: Liste der Baudenkmäler in Oberzeismering